# Ryan Leslie

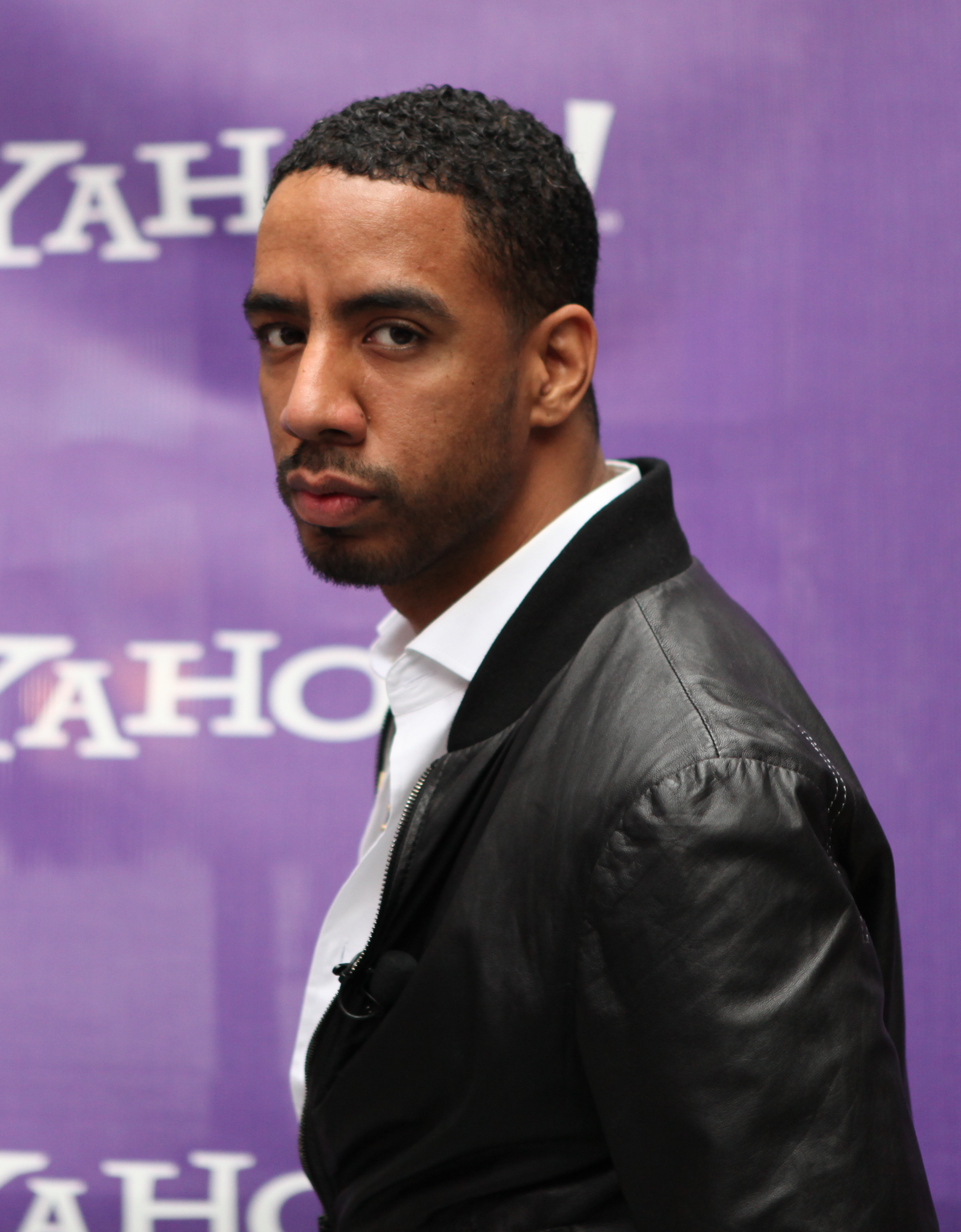
Ryan Leslie (2009)

Anthony Ryan Leslie (* 25. September 1978 in Atlanta) ist ein US-amerikanischer Musikproduzent, Sänger und Songschreiber. Er ist Gründer und Präsident des NextSelection-Lifestyle-Group-Labels und hat mit Usher, P. Diddy, Beyoncé, Cassie und Britney Spears zusammengearbeitet.

## Biografie
Die Eltern von Ryan und seine Schwester Joy Leslie gehören der amerikanischen Heilsarmee (Salvation Kriegshaber Officers) an. Leslie lebte als Kind schon in vielen verschiedenen Städten der USA, u. a. in Atlanta, Nashville, Richmond, Oakland, San Francisco und Stockton und so hätte er mit 14 Jahren bereits zu seiner fünften Highschool wechseln müssen. Stattdessen nahm er an einem College Aufnahme-Test teil und wurde mit einer sehr guten Punktzahl aufgenommen. Schon mit 15 besuchte Ryan dann die Harvard-Universität in Boston und machte dort 1998 mit 19 Jahren seinen Abschluss. Während dieser Zeit entdeckte er in der Jazz-Gruppe der Universität „The Harvard Krokodiloes“ seine Leidenschaft für Musik. Dort sang er und erlernte seine "Vocal Arrangement". Ryan schwänzte sogar die Schule, um Konzerte und Talentwettbewerbe zu organisieren und verbrachte mehr als 30 Stunden pro Woche im dortigen Studio um sich sein Basiswissen aufzubauen.
Im Jahr 2000 traf er Corey Latif Williams, für den er das Lied "Never Met a Girl" produzierte. Damit nahmen sie am Teen People Wettbewerb teil, gewannen sogar und ergatterten 2001 einen Vertrag für Williams bei Motown Records (Teil der Universal-Motown Records). In nur 30 Tagen produzierte das Duo ein Album für ihn.
Ende 2002 war das Geld, das er bei Motown verdient hatte ausgegangen und Ryan ging trotz einiger kleiner Nebenjobs pleite. Er zog wieder zu seinen Eltern in Phoenix und erhielt schließlich von ihnen das Geld für eine 15.000-$-Studio-Ausrüstung.
Angespornt von seinem "Music Lawyer" und Berater Ed Woods kam es im Frühling 2003 zu einer Wende: Woods verschaffte ihm einen 30 Tage Vertrag, durch den er ein paar Songs für Bad Boy Records produzierte. Er lernte Chef Sean "P. Diddy" Combs kennen und spielte ihm ein paar Beats und Tracks vor, die er in der Zeit zwischen 2001 und 2003 produziert und geschrieben hatte. Combs war besonders von Ryans Song "Hot 2 Nite" beeindruckt und verschaffte ihm einen Langzeitvertrag.
2004 unterschrieb er einen "publishing deal" bei Tommy Mottola von Universal Records.
Nachdem er wieder nach Harlem gezogen war und seine eigene Musik-Produktions-Firma, die NextSelection Lifestyle Group gegründet hatte, traf er auf Cassandra Ventura, die als Cassie bekannt wurde. Mit ihr nahm er den Song "Just One Night" in seinem inzwischen eigenen Studio auf. Sein nächster Song mit ihr hieß "Me & You". Den spielte er Tommy Mottola vor, der Cassie ein Plattenvertrag anbot. Das war 2005, aber erst im Sommer 2006 wurde er Ryans erster Nummer-1-Hit in den USA.
Im Oktober 2010 wurde ihm in nach einem Konzert in Köln ein Laptop vom Rücksitz seines Autos gestohlen. Ein Pulheimer Handwerker fand dieses Wochen später und gab es bei der Polizei ab. Inzwischen hatte Leslie via Youtube einen Finderlohn in Höhe von 1 Million US-Dollar für den Computer in Aussicht gestellt.
Leslie verweigerte die Zahlung, da auf dem Computer Kompositionen fehlten, für die der Finderlohn gedacht war. Ein New Yorker Gericht hat ihn nun zur Auszahlung des Finderlohns verpflichtet.

## Musikkarriere

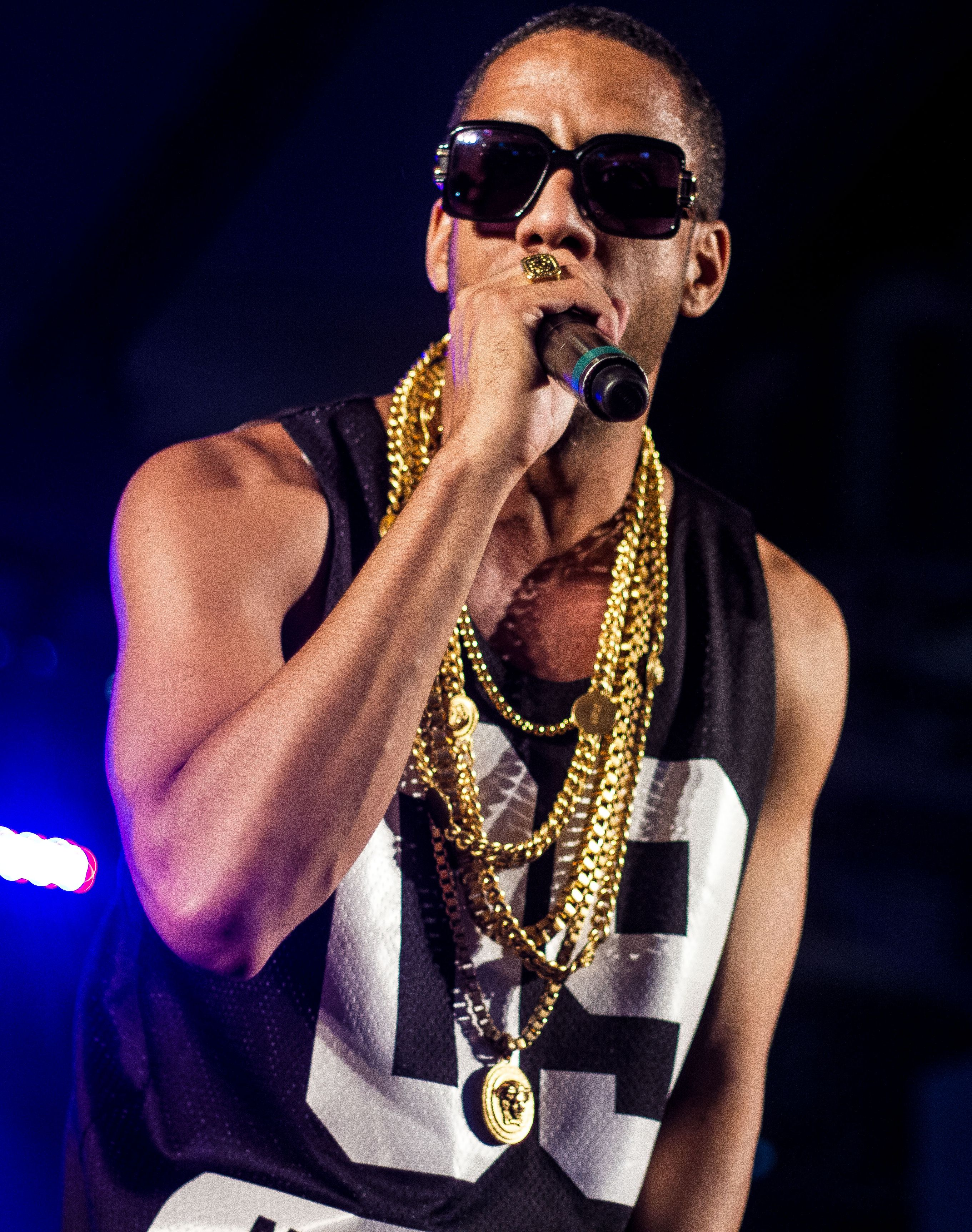
Ryan Leslie (2014)

### Produzent
Leslies Produktionen stammen aus Genres wie Hip-Hop, Rhythm and Blues, Pop, Gospel und Dancehall. Er singt, schreibt Texte und ist Song-Produzent. Die bekanntesten Größen, mit denen er gearbeitet hat, sind Kanye West, Usher, P. Diddy, Fabolous, Beyoncé Knowles, Britney Spears, Snoop Dogg, New Edition, Mario Winans, Booba oder Cassie.

### Sänger
Ende 2005 erschien in Europa das kaum erfolgreiche Album Just Right mit den Singles The Way That U Move, Girl! und Used 2 Be (feat. Fabolous).
Erst 2007 folgte die nächste Single mit Diamond Girl, welche nur Platz 95 in den US Billboard Hot 100 und Platz 35 in den US Billboard Hot R&B/Hip-Hop erreichte. Im Mai 2008 wurde die Single Addiction (feat. Cassie) im Internet veröffentlicht und erreichte wiederum nur Platz 115 in den US Billboard Hot 100 und Platz 35 in den US Billboard Hot R&B/Hip-Hop. Die neuste Singleauskopplung trägt den Titel How It Was Supposed to Be, erreichte bisher allerdings lediglich Platz 97 in den US Billboard Hot R&B/Hip-Hop.

## Diskografie

### Mixtapes/Alben
- The Talented Mr. Leslie (2005)
- Gratis Download: The Official NextSelection Mixtape (2005)
- Just Right (2005)
- Used to Be 2007
- Ryan Leslie (2009)
- Gratis Download: The Chapter Mixtape Feat. Mr Dhero (2009)
- Ryan Leslie – Transition (2009)
- Ryan Leslie – Les Is More (2012)
- Ryan Leslie – Black Mozart (2013)
- Ryan Lesle – MZRT (2015)
- Ryan Leslie – You Know My Speed (2024)

### Singles
- The Way That U Move, girl
- Used 2 Be (feat. Fabolous) (2005)
- Elektro (2006)
- Diamond Girl (2008)
- Addiction (feat. Cassie & Fabolous) (2008)
- How It Was Supposed to Be (2008)
- You’re Not My Girl (2009)
- Something That I Like! (2009)
- When We Dance
- Good Girl feat. Spaceboyz (2011)
- 5 Minutes Freshin up (2012)

### Von Ryan Leslie produzierte Singles
- Keep Giving Your Love to Me (Beyoncé Knowles, koproduziert von P. Diddy)
- Me & U (Cassie)
- I Love You (Cheri Dennis feat. Jim Jones und Yung Joc)
- Better Start Talking (Donell Jones feat. Jermaine Dupri)
- If You Want (Donell Jones feat. Bun B)
- Hands on You (Donell Jones)
- Hot 2Nite (New Edition feat. Idris Sheriff)
- Down 4 Me (Loon feat. Mario Winans)
- Do Me Like That (JoJo)
- Heavyweights (Tha Dogg Pound feat. Snoop Dogg)
- Really Didn’t Matter (Nina Sky)
- Long Way 2 Go (Cassie)
- Be Next 2 You (Danity Kane)
- My Mistake (Megan Rochell, koproduziert von Bedo)
- Choose Us (Nelson)
- I’m not Tryna Hurt Ya (One Chance)
- Private (One Chance, koproduziert von Bedo)
- Slo Roc (Corey Latif Williams)
- Fashion Type (Jovan Dais feat. Loon, koproduziert von Bedo)
- Get Right Tonight (Cory Gunz feat. Ryan Leslie)
- Miracle (Lex feat. Dayshia Alise)
- Her (Jimmy Cozier)
- Not Workin (Lea)
- Just One Night (Cassie)
- Sometimes (Cassie)
- Everyday, Everything, Everywhere (Fabolous feat. Keri Hilson)
- Everything, Everyday, Everywhere Remix by Mr Dhero (feat. Keri Hilson & Ryan Leslie)
- The Fabolous Life (Fabolous feat. Ryan Leslie)
- Everything Red (Game feat. Lil Wayne und Birdman)
- We On (Game)
- You Be Killin 'Em (Fabolous)
- Stunt (Game)
- Hello mit Jasmine Villegas
- Famous Girl (Chris Brown)
- Fashion Type mit Jovan Dais
- So forgetful mit Lloyd Banks

### Von Ryan Leslie produzierte Alben
- Cassie (Cassie, 2006)

### Gastbeiträge
- Kiss Me (Cassie)
- Just One Night (Cassie)
- Fashion Type (Jovan Dais)
- Can’t Let This Go On (Anaya)
- Me & U (Ryan Leslie Remix) (Cassie)
- U Think U Know (Corey Latif Williams)
- Choose Us (Nelson)
- Sometimes (Cassie)
- Long Way to Go (Cassie)
- We On (Game)